# Tmarus vertumus
Tmarus vertumus là một loài nhện trong họ Thomisidae.
Loài này thuộc chi Tmarus. Tmarus vertumus được Arthur Merton Chickering miêu tả năm 1965.